# Iwan Michailowitsch Maiski

Grabskulptur von Maiski auf dem Nowodewitschi-Friedhof in Moskau

Iwan Michailowitsch Maiski (auch Majski; russisch Иван Михайлович Майский, * 7. Januarjul. / 19. Januar 1884greg. in Kirillow, Russisches Kaiserreich; † 3. September 1975 in Moskau)  war ein sowjetischer Politiker, Diplomat und Historiker.

## Leben
Maiski wurde als Sohn assimilierter polnischer Juden unter dem Namen Jan Lachowiecki geboren. Sein Vater war Militärarzt und seine Mutter Dorfschullehrerin.

### Verbannung, Exil, Revolution, Anfänge der diplomatischen Laufbahn
Maiski studierte Geschichte an der Sankt Petersburger Universität, bis er 1902 wegen revolutionärer Umtriebe ausgeschlossen und nach Sibirien verbannt wurde. 1903 trat er in der Verbannung der Sozialdemokratischen Arbeiterpartei Russlands bei, in der er sich dem Flügel der Menschewiki anschloss. In der Revolution von 1905 gehörte er den Sowjets von Samara und Saratow an, bevor er verhaftet und erneut verbannt wurde. 1908 gelang ihm die Flucht in die Schweiz, von wo er später nach Deutschland weiterreiste und 1912 einen Abschluss in Wirtschaftswissenschaften an der Ludwig-Maximilians-Universität München erwarb. Danach ging er nach London, wo er unter anderem mit Lenin, Stalin, Tschitscherin und Litwinow bekannt wurde. Im Exil erlernte er die französische und die englische Sprache.
Nach der Februarrevolution 1917 kehrte er wie viele andere Emigranten nach Russland zurück und wurde Mitarbeiter des Petrograder Sowjets. Auf dem Außerordentlichen Parteitag der Menschewiki 1917 wurde er in deren Zentralkomitee gewählt und in die Leitung des Arbeitsministeriums des Kabinetts Kerenski berufen. 1918, zu Beginn des Russischen Bürgerkrieges, wurde er vom Zentralkomitee nach Samara geschickt, um Kontakt mit der provisorischen Komutsch-Regierung der Sozialrevolutionäre aufzunehmen.

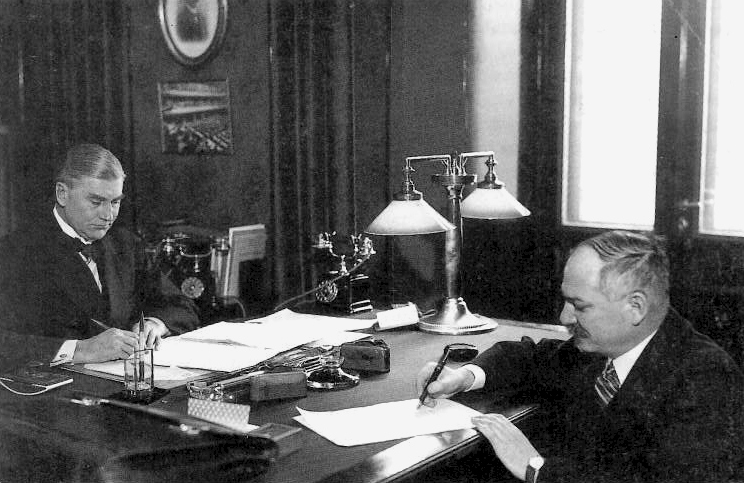
Maiski mit dem finnischen Außenminister Aarno Yrjö-Koskinen bei der Unterzeichnung des Nichtangriffsvertrags, Januar 1932

Nach seinem endgültigen Bruch mit den Menschewiki trat Maiski 1921 der Kommunistischen Partei bei und war seit 1922 Mitarbeiter des Außenkommissariats. 1923 veröffentlichte er eine „Abrechnung“ mit dem Menschewismus unter dem Titel „Demokratische Konterrevolution“. 1924 wurde er erster Herausgeber der Petersburger Literaturzeitschrift Swesda. Im Auftrage Lenins war er maßgeblich an der Errichtung der Mongolischen Volksrepublik im November 1924 beteiligt. Von 1925 bis 1929 war er stellvertretender Botschafter in London und von 1929 bis 1932 Botschafter in Finnland, wo er Anfang 1932 den sowjetisch-finnischen Nichtangriffsvertrag unterzeichnete.
Im Oktober 1932, kurz vor seinem Wechsel nach London, führte er zwei Gespräche mit dem sowjetischen Außenminister Maxim Litwinow (1876–1951). Sie werden in den „Memoiren“ ausführlich wiedergegeben. Litwinows Analysen bildeten den Leitfaden für die Mission Maiskis und für seine Tagebücher. Aus beider Sicht gab es damals zwischen der UdSSR und Großbritannien keinerlei ernste Interessengegensätze, bei allen Konflikten und Reibereien. Auf der anderen Seite, so Litwinow, stehe aber der Hass der britischen Bourgeoisie auf die Oktoberrevolution: „In der herrschenden Klasse Großbritanniens gibt es zwei Hauptgruppen: In der einen herrscht die Staatsräson vor, und sie erachtet es für vorteilhafter, mit der UdSSR zusammenzuarbeiten; in der anderen dominiert das Klassenprinzip, und sie erachtet es für absolut notwendig, die UdSSR bei jeder sich bietenden Gelegenheit anzugreifen.“ Je nach den Umständen gewinne mal die eine, mal die andere Seite die Oberhand.
Im zweiten Gespräch ging Litwinow auf die Lage in Deutschland ein, mit dem Moskau die besten Beziehungen im Westen gehabt habe. Die Weimarer Republik liege offenbar in den letzten Zügen, komme Hitler an die Macht, werde Deutschland zum Feind. Im Interesse einer Friedenspolitik liege es daher, die Beziehungen zu Frankreich und vor allem zu England zu verbessern. Seien die Nazis an der Macht, müssten beide Länder Verbündete suchen und seien gezwungen, sich der Entente des Ersten Weltkrieges einschließlich Russlands zu erinnern. An dieser Annäherung mitzuarbeiten sei die Aufgabe Maiskis. Die guten Beziehungen zu Labour-Politikern, von denen dieser viele aus seinem Exil zwischen 1912 und 1917 in England kannte, müssten erhalten bleiben, auch die Kontakte zu einigen Liberalen. Zu den Konservativen aber, den wirklich Herrschenden, gebe es die aber nicht. Litwinow: „Es wird daher Ihre vornehmste und wichtigste Aufgabe sein, in die Mauer aus Eis, die unsere Londoner Botschaft von den Konservativen trennt, eine Bresche zu schlagen und möglichst weitgehende und dauerhafte Kontakte gerade mit den Konservativen herzustellen.“

### Botschafter in London
Ende 1932 übernahm er von Grigori Sokolnikow den Posten des Botschafters in London, was er für die nächsten elf Jahre bleiben sollte. Er spielte eine wichtige Rolle dabei, die britischen Widerstände gegen die Aufnahme der Sowjetunion in den Völkerbund zu überwinden. Von 1936 bis 1939 war er der sowjetische Vertreter in dem während des Spanischen Bürgerkriegs gegründeten Nichteinmischungsausschuss. Zeitweilig vertrat er sein Land auch im Völkerbundsrat. Er war Anhänger von Litwinows Kurs der kollektiven Sicherheit, also einem Zusammenschluss mit den Westmächten gegen Deutschland, und gehörte damit zur Fraktion derjenigen, die eine sowjetische Beteiligung am Spanischen Bürgerkrieg ablehnten.
Das britisch-französische Ultimatum vom 21. September 1938 an die Tschechoslowakei, Hitler nachzugeben, kommentierte Maiski so: „Die Niedertracht der Engländer und Franzosen kennt keine Grenzen!“ Nach dem Abkommen von München zur Annexion des sogenannten Sudetenlandes am 29. September 1938 notierte er: „Mit einem Ruck ist Quantität in Qualität umgeschlagen und die Welt plötzlich eine andere geworden.“ Die Vorschläge Moskaus für ein System kollektiver Sicherheit hatten Frankreich und Großbritannien mit München endgültig abgeschmettert. Das war die Vorstufe zum deutsch-sowjetischen Nichtangriffspakt ein Jahr später.
Maiski war seit 1939 an der Anbahnung von Beziehungen zu führenden Zionisten wie Chaim Weizmann und David Ben-Gurion sowie dem aschkenasischem Oberrabbiner von Palästina Isaak HaLevy Herzog beteiligt.
Einen schweren Stand in London hatte Maiski nach dem Deutsch-sowjetischen Nichtangriffspakt vom 23. August 1939. Er musste die Unterjochung der Esten, der Letten und der Litauer durch die Sowjetunion sowie den sowjetischen Angriff auf Finnland rechtfertigen. Für die geschlagenen Polen hatte er nur Häme übrig. Er bemühte sich, Stalins Zusammenarbeit mit Hitler, vor dem er bisher gewarnt hatte, zu „verkaufen“. Noch Mitte Juni 1941, als britische Zeitungen schon über den Aufmarsch der Wehrmacht vor der Grenze der Sowjetunion berichteten, versicherte Maiski gegenüber Anthony Eden, Hitler werde nicht angreifen. Wenige Tage später, nach dem Beginn des Deutsch-Sowjetischen Krieges im Juni 1941 unterzeichnete Maiski Anfang Juli ein Abkommen über die militärische Zusammenarbeit mit Großbritannien, dem 1942 ein Militärbündnis folgte, und im August mit dem Chef der polnischen Exilregierung Władysław Sikorski das Sikorski-Maiski-Abkommen, in dem der Kreml seine Position vom September 1939 aufgab, dass der polnische Staat nicht mehr existiere, und die Wiederaufnahme diplomatischer Beziehungen vereinbart wurde. Nach der Aufdeckung des Massakers von Katyn im März 1943 und dem darauf folgenden Abbruch der diplomatischen Beziehungen zur polnischen Exilregierung wurde er wie auch Litwinow, der Botschafter in Washington, zu Konsultationen nach Moskau bestellt. Maiskis Anwesenheit auf der Durchreise in Gibraltar beim tödlichen Flugzeugabsturz Sikorskis im Juli 1943 wird von manchen Historikern als Indiz für eine sowjetische Urheberschaft des Absturzes angesehen. Wenig später, im August 1943, wurden er und Litwinow von ihren Botschafterposten abberufen. Maiski wurde auf den einflusslosen Posten eines „stellvertretenden Außenministers“ abgeschoben.

### Apologet des Terrors, Opfer des NKWD, Rehabilitation
Obwohl – oder gerade weil – er selbst gefährdet war, rechtfertigte er den von Stalin befohlenen Terror. 1943 sammelte die Geheimpolizei NKWD belastendes Material gegen Maiski. Sie hatte den Auftrag, ihn als Spion der Briten zu überführen. Er sei persönlich vom britischen Außenminister Anthony Eden angeworben worden, hieß es in den Geheimakten, die in den 1990er Jahren veröffentlicht worden. Doch wurde kein Verfahren gegen Maiski eröffnet. Er amtierte stattdessen von 1943 bis 1946 als stellvertretender Außenminister und war in dieser Funktion an der Ausarbeitung der sowjetischen Pläne für die Gestaltung der Nachkriegsordnung beteiligt. 1945 nahm er an den Konferenzen von Jalta und Potsdam teil. Dann zog er sich aus dem diplomatischen Dienst zurück und wurde Mitglied der Akademie der Wissenschaften.
Im Rahmen der letzten großen antisemitischen Kampagne Stalins wurde Maiski kurz vor dessen Tod im Februar 1953 verhaftet. Bei den Verhören in der Geheimdienstzentrale Lubjanka gestand er, er habe über seine Frau Geheimmaterialien an den britischen Premier Winston Churchill weitergegeben. Auch wurden als Beleg für seine Schuld sein Interesse für englische Kultur und seine anglophile Lebensart angeführt. Der Geheimdienstchef Lawrenti Beria persönlich habe ihn beim Verhör geschlagen, berichtete Maiski später in privatem Kreis. Doch ausgerechnet Beria ließ ihn kurz nach dem Tod Stalins zu sich bringen, bot ihm hohe Ämter an und ließ ihn frei. Als angeblicher Parteigänger Berias aber wurde Maiski nach dessen Entmachtung im Juli 1953 erneut inhaftiert. Seine Petitionen an den Parteisekretär Nikita Chruschtschow, den Vorsitzendes des Obersten Sowjets Kliment Woroschilow sowie den neuen Generalstaatsanwalt der UdSSR Roman Rudenko blieben zunächst unbeantwortet. Um sich zu rechtfertigen, verfasste er seine Memoiren. Darin stellt er heraus, dass die sowjetische Außenpolitik in moralischer wie in politischer Hinsicht ganz und gar gerechtfertigt gewesen sei. Heikle Punkte blendet er aus. Gleichwohl wurden seine Memoiren zensiert. (Selbst aus der letzten, 1971, also 15 Jahre nach dem Beginn der „Entstalinisierung“, erschienenen Fassung musste er Stalin-kritische Passagen streichen.) Außerdem schrieb er während der Haft einen Roman mit dem Titel Blizko–Daleko („Nah und weit weg“).
In einem Geheimprozess beschuldigte die Staatsanwaltschaft Maiski der Spionage für Großbritannien sowie der Anglophilie. Am 14. Juni 1955 wurde er zu sechs Jahren Verbannung verurteilt, doch schon acht Tage später begnadigt. 1960 wurde er formell rehabilitiert.
Maiski war Träger des Lenin-Ordens. 1966 unterzeichnete er einen Brief von 25 Wissenschaftlern, Schriftstellern und Künstlern gegen die Rehabilitierung Stalins, der an Leonid Breschnew adressiert war. 1971 erschienen seine Erinnerungen eines sowjetischen Diplomaten, allerdings wurden sie stark von der Zensur gekürzt. Die vollständige Ausgabe wurde erst nach dem Zerfall der Sowjetunion publiziert.

## Maiskis Tagebücher
Im Jahre 1993 stieß der israelische Historiker Gabriel Gorodetsky im Archiv des russischen Außenministeriums auf die mehr als 1800 Seiten umfassenden Tagebücher, die Maiski von 1934 bis 1943, als Botschafter in London, führte. Darin gibt er Gespräche mit zahlreichen Politikern wieder, darunter David Lloyd George, Ramsay MacDonald, Stanley Baldwin, Neville Chamberlain, Winston Churchill, Anthony Eden, Viscount Halifax, Max Aitken, Clement Attlee, Sidney Webb und Beatrice Webb, Stafford Cripps und Robert Vansittart. Die Tagebücher sind eine wichtige Quelle für die Geschichte der britisch-sowjetischen Beziehungen vor und während des Zweiten Weltkrieges. Sie wurden von 2006 bis 2009 von den russischen Historikern Alexander Oganowitsch Tschubarian und Vitali Jurewitsch Afiani herausgegeben. Eine Auswahl, die etwa ein Viertel der Tagebücher umfasst, erschien in englischer Übersetzung, mit ausführlichen Anmerkungen von Gabriel Gorodetsky.

## Darstellung in der Kunst
1938 gestaltete der Bildhauer Jacob Epstein einen Porträtkopf Maiskis (22 × 18 × 23 cm³; Jerusalem, Israel-Museum). Ein Gemälde von Oskar Kokoschka aus dem Jahr 1942 zeigt Maiski als Botschafter in London.

## Publikationen
- Vor dem Sturm – Erinnerungen an Kindheit und Jugendjahre. Kultur und Fortschritt, Berlin 1950.
- Neuere Geschichte Spaniens 1808–1917. Aus dem Russischen von Hans Piazza. Hrsg. Manfred Kossok. Rütten & Loening, Berlin 1961.
- Journey into the Past. Hutchinson, London 1962.
- Wer half Hitler? Aus den Erinnerungen eines sowjetischen Diplomaten. Progress, Moskau 1964 (über die angebliche britische Unterstützung der Nationalsozialisten vor dem Zweiten Weltkrieg).
- Spanish Notebooks. Hutchinson, London 1966.
- Memoiren eines sowjetischen Botschafters. Dietz, Berlin 1967 (über seine Zeit als Botschafter in Großbritannien, zur Vorgeschichte zum Zweiten Weltkrieg).
- Das Drama von München. APN, Moskau 1972.

## Postume Ausgaben der Tagebücher
- Dnevnik diplomata, London 1934–1943. Herausgegeben von Alexander Oganowitsch Tschubarian und Vitali Jurewitsch Afiani. Isdatestwo Nauka, Moskau 2006–2009, ISBN 5-02-034011-1:
  - Bd. 1: 1934 – 3. September 1939. 2006.
  - Bd. 2, Teil 1: 4. September 1939 – 21. Juni 1941. 2009.
  - Bd. 2, Teil 2: 22. Juni 1941 – 1942. 2009.
- Gabriel Gorodetsky (Hg.): The Maisky Diaries. Red Ambassador to the Court of St. James’s 1932–1943. Yale University Press, New Haven 2015, ISBN 978-0-300-18067-1 (Übersetzung von Auszügen aus den Tagebüchern ins Englische); als Taschenbuch unter dem Titel The Maisky Diaries. The wartime revelations of Stalin’s ambassador in London. Yale University Press, New Haven 2016, ISBN 978-0-300-22170-1.
  - Gabriel Gorodetsky (Hg.): Die Maiski-Tagebücher. Ein Diplomat im Kampf gegen Hitler 1932–1943. Verlag C.H. Beck, München 2016, ISBN 978-3-406-68936-9 (Übersetzung aus dem Englischen).